# 兴隆镇 (盐源县)
兴隆镇是中华人民共和国四川省凉山彝族自治州盐源县下辖的一个镇。2020年6月，撤销下海乡，设立龙塘镇和兴隆镇，以原下海乡兴隆社区、焦桐社区、龙洞湾社区、果场社区、金竹林社区、青苹果社区、百果园社区、索玛花社区、安康社区、语录塔社区所属行政区域为兴隆镇的行政区域。

## 行政区划
兴隆镇下辖以下村级行政区划单位：
语录塔社区、兴隆社区、果场社区、龙洞湾社区、焦桐社区、金竹林社区、青苹果社区、百果园社区、索玛花社区、安康社区。